# 芒桑科姆
芒桑科姆（法語：Mansencôme，法語發音：[mɑ̃sɛ̃kom]）是法国热尔省的一个市镇，属于孔东区。

## 地理
芒桑科姆（43°52'16"N, 0°20'23"E）面积4.05 平方千米，位于法国奧克西塔尼大區热尔省，该省份为法国西南部内陆省份，北起顺时针与洛特-加龙省、塔恩-加龙省、上加龙省、上比利牛斯省、大西洋比利牛斯省和朗德省接壤。
与芒桑科姆接壤的市镇（或旧市镇、城区）包括：贡德兰、穆尚、巴伊斯河畔瓦朗斯。

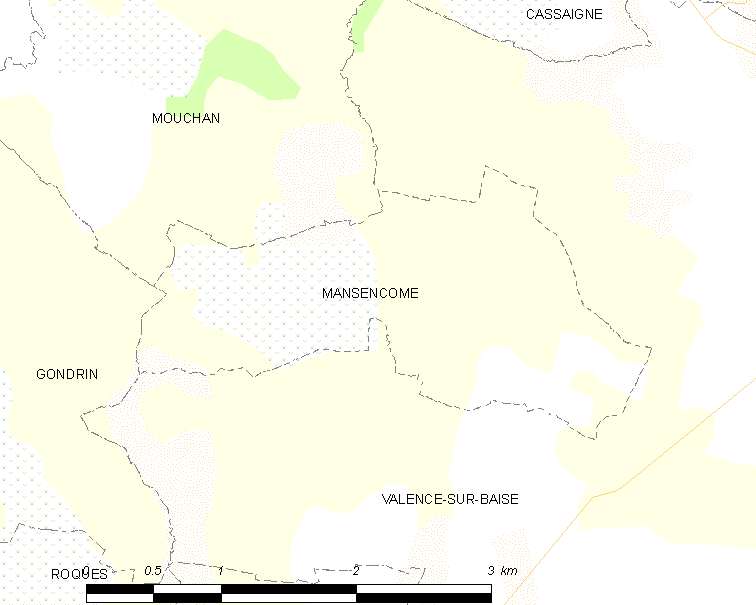
芒桑科姆的OSM定位图

芒桑科姆的时区为UTC+01:00、UTC+02:00（夏令时）。

## 行政
芒桑科姆的邮政编码为32310，INSEE市镇编码为32230。

## 政治
芒桑科姆所属的省级选区为阿马尼亚克-泰纳雷兹县。

## 人口

1962-2008年间芒桑科姆人口变化图示

芒桑科姆于2022年1月1日时的人口数量为45人。